# Joseph Wambaugh
Joseph Wambaugh (East Pittsburgh, 22 gennaio 1937 – Rancho Mirage, 28 febbraio 2025) è stato uno scrittore, poliziotto e militare statunitense, autore di romanzi polizieschi e narratore di storie vere di cronaca nera.

## Biografia
Arruolato nei Marine dal 1954 al 1957, presta servizio nel Los Angeles Police Department dal 1960 al 1974, iniziando la propria carriera come agente di pattuglia e concludendola come sergente detective.
Esordisce come scrittore nel 1971 con la pubblicazione del romanzo I nuovi centurioni (The New Centurions), nel quale infonde efficacemente la sua esperienza diretta di poliziotto, ottenendo un grande successo di pubblico e critica, che porta già l'anno successivo all'ottimo adattamento cinematografico diretto da Richard Fleischer.
Nel 1973 con Il campo di cipolle si cimenta per la prima volta con il racconto di un autentico caso di cronaca nera, guadagnandosi un Premio Edgar speciale. Lo stesso anno trasferisce il suo approccio realistico dalla narrativa scritta alla televisione, ideando la serie Sulle strade della California (Police Story), trasmessa per cinque stagioni da NBC. Nel 1974 si dimette dall'incarico nelle forze dell'ordine per dedicarsi a tempo pieno alla scrittura.
Nel 1977 Robert Aldrich dirige I ragazzi del coro, tratto dal terzo romanzo di Wambaugh, che, pur essendo «uno dei film americani più importanti degli anni Settanta e sicuramente uno dei migliori di Aldrich» viene sconfessato dallo scrittore, che negli anni successivi si occupa in prima persona della sceneggiatura delle nuove trasposizioni di sue opere letterarie, Il campo di cipolle (1979) e The Black Marble (1980), entrambi diretti da Harold Becker.
Nel 2004 viene insignito del Grand Master Award dall'organizzazione Mystery Writers of America.
Rimasto praticamente inattivo per un decennio, tra la seconda metà degli anni novanta e la prima degli anni duemila, ritorna alla narrativa nel 2006 con Hollywood Station, che segna l'inizio di una quadrilogia, proseguita con Hollywood Crows, Hollywood Moon e Hollywood Hills.

## Opere

### Narrativa
- I nuovi centurioni (The New Centurions) (1971)
- Il cavaliere blu (The Blue Knight) (1972)
- I chierichetti o I ragazzi del coro (The Choirboys) (1975)
- Carissimo cane (The Black Marble) (1978)
- La cupola splendente (The Glitter Dome) (1981)
- Delta Star (The Delta Star) (1983)
- I segreti di Harry Bright (The Secrets of Harry Bright) (1985)
- L'arancia d'oro (The Golden Orange) (1990)
- Sulle tracce di un'ombra (Fugitive Nights) (1992)
- Finnegan's Week (1993)
- Floaters (1996)
- Hollywood Station (2006)
- Hollywood Crows (2008)
- Hollywood Moon (2009)
- Hollywood Hills (2010)
- Harbor Nocturne (2012) - annunciato

### Saggistica
- Il campo di cipolle (The Onion Field) (1973)
- Ombre al confine (Lines and Shadows) (1984)
- Echi nel buio (Echoes in the Darkness) (1987)
- Impronta di sangue (The Blooding) (1989)
- Fire Lover (2002)

## Trasposizioni televisive e cinematografiche
- I nuovi centurioni (The New Centurions), regia di Richard Fleischer (1972)
- Los Angeles quinto distretto di polizia (The Blue Knight) (1973) - miniserie televisiva
- Poliziotto di quartiere (1975-1976) - serie televisiva
- I ragazzi del coro (The Choirboys), regia di Robert Aldrich (1977)
- Il campo di cipolle (The Onion Field), regia di Harold Becker (1979)
- The Black Marble, regia di Harold Becker (1980)
- The Glitter Dome, regia di Stuart Margolin (1984) - film tv
- Echoes in the Darkness, regia di Glenn Jordan (1987) - film tv
- Fugitive Nights: Danger in the Desert, regia di Gary Nelson (1993) - film tv